# Zr.Ms. Reinier Claeszen (1859)
De Zr.Ms. Reinier Claeszen was een driemaster zeilschip/schroefstoomschip van de Koninklijke Marine met een stoomaangedreven schroef als aanvullende voortstuwing. Gebouwd in Kinderdijk werd ze op 16 augustus 1859 in dienst gesteld. Het schip was vernoemd naar viceadmiraal Reinier Claeszen. De Koninklijke Marine heeft later een monitor naar dezelfde officier genoemd.
De Reinier Claeszen heeft dienstgedaan in Nederlands-Indië in de strijd tegen piraterij in de Sulu-eilanden en als hydrografisch opnemingsvaartuig rondom Billiton. In 1869 werd ze uit dienst genomen.